# Venustiano Carranza (Chiapas)
Venustiano Carranza (fundada y aún conocida como San Bartolomé de Los Llanos) es una pequeña ciudad de Chiapas y cabecera del municipio del mismo nombre, siendo uno de los 124 municipios de este estado del sureste de México. En el año 2020, según el censo poblacional del INEGI, el municipio tenía una población total de 67 292 habitantes. Cuenta con una extensión territorial de 1396,1 km².
La ciudad fue fundada en el siglo XVI, al sur del cerro Yalench'en, una región tsotsil antiguamente conocida como San Bartolomé de los Llanos.

## Medio físico

### Localización
El municipio de Venustiano Carranza se localiza en la Depresión Central siendo aproximadamente la mitad de su superficie montañosa y el resto semiplana, sus coordenadas geográficas son 16° 21" N y 92° 34" W. Limita al norte con Totolapa, Nicolás Ruíz y Teopisca, al noreste con Amatenango del Valle, al este con Las Rosas y Socoltenango, al sur con La Concordia, al oeste con Villa Corzo y Chiapa de Corzo, al noroeste con Acala. 

### Extensión
Su extensión territorial es de 1,396.1 km², lo que representa el 11.05 % del territorio de la región Centro y el 1.84 % de la superficie estatal, su altitud es de 780 m s. n. m.

### Orografía e Hidrografía
El principal río es el Grijalva que aquí forma el embalse de la presa Belisario Domínguez, también conocida como la Angostura; entre sus afluentes, destacan los ríos Blanco y San Vicente, así como los arroyos Siquilhó (Agua Fría), Agua Zarca, Pisholtón (sombrero de piedra).

### Clima
El clima es cálido subhúmedo con lluvias en verano. 

### Principales Ecosistemas
La vegetación predominante pertenece a selva baja.

## Historia

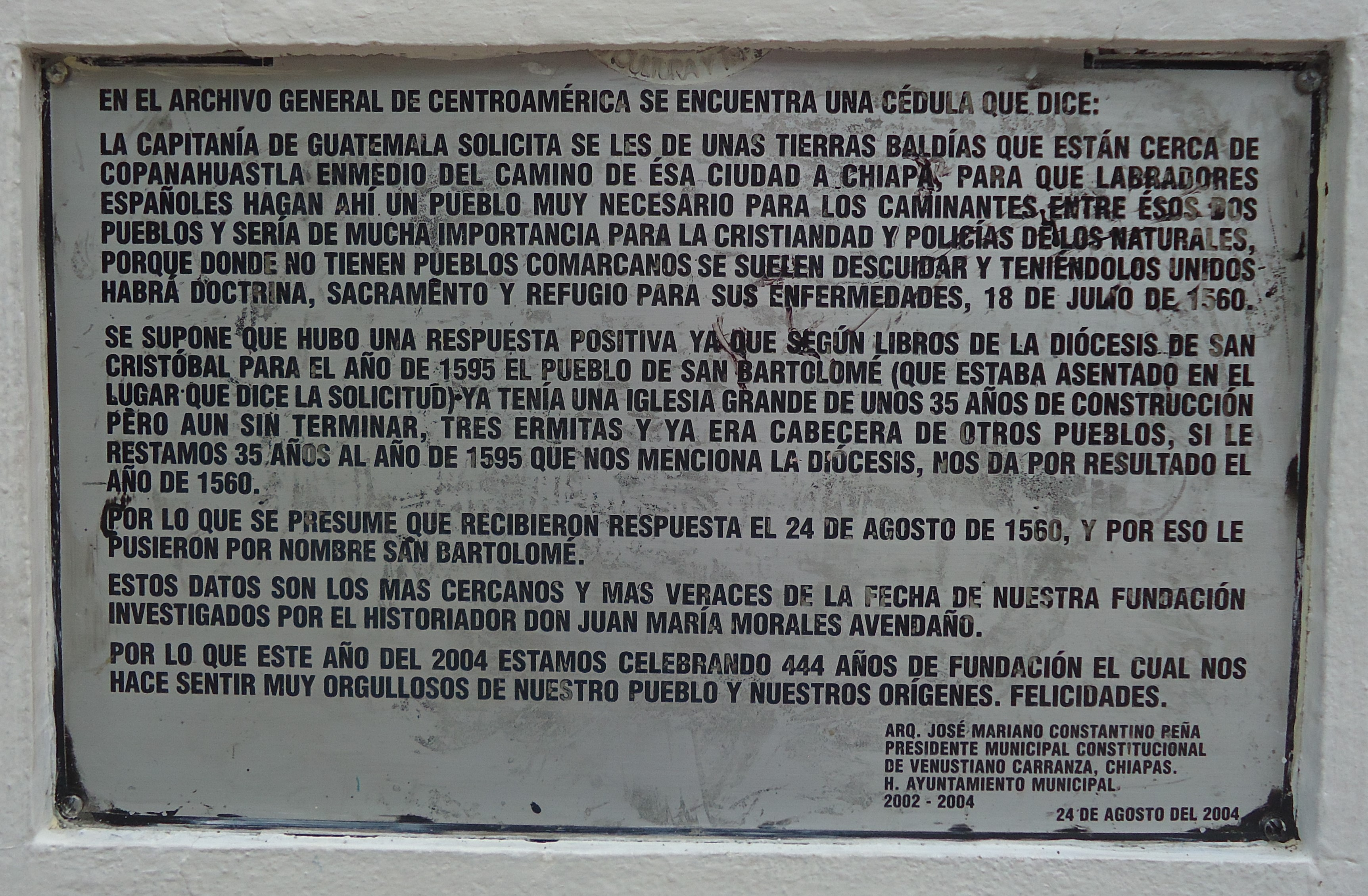
Placa conmemorativa fundación del pueblo de Venustiano Carranza en Chiapas México

A la llegada de los dominicos, en el año de 1560, se construyó un convento para evangelizar con la fe católica a los tzotziles, fundando así a San Bartolomé de los Llanos, hoy Venustiano Carranza. Este municipio, por su ubicación geográfica (centro del estado), ha sido asentamiento y cruce de caminos desde tiempos ancestrales, testimonio de esto son la presencia de los grupos lingüísticos tsotsil (en la cabecera municipal) y tseltal (en regiones como Aguacatenango, y los vestigios de grandeza de Soyatitán y Copanahuastla). En la segunda mitad del siglo XVI, fue fundado el pueblo de San Juan Bartolomé de los Llanos. En 1821, se formó el municipio de San Bartolomé de los Llanos. En 1833, el 7 de junio, fue elevado a la categoría de villa por el Gobernador Joaquín Miguel Gutiérrez. El 27 de mayo de 1852, fue elevado a la categoría de ciudad por el Gobernador Fernando Nicolás Maldonado. Durante el mandato del Gobernador Victórico R. Grajales, a las ciudades con nombres de santos o de relación eclesiástica del Estado se les cambió el nombre por el de personajes ilustres de nuestro país, fue así como un 13 de febrero de 1934, a San Bartolomé de los llanos se le cambió el nombre por el de Venustiano Carranza. En 1972, por razones que hasta la fecha se desconocen, se elevó nuevamente a la categoría de ciudad por el Gobernador Manuel Velasco Suárez. En 1978, se instalaron en el parque los bustos de Fray Matías Antonio de Córdova y Ordóñez, Doctor Belisario Domínguez, Corazón de Jesús Borraz y Ángel Francisco Santiago Borraz, chiapanecos ilustres.

### Denominación Toponimia
Copanahuastla. Desde su asentamiento hasta la primera mitad del siglo XVI. Traducido del Náhuatl significa: "Lugar de las Culebras".
San Bartolomé de los Llanos. Segunda mitad del siglo XVI y principios del siglo XVII.
Venustiano Carranza. Denominada así desde el 13 de febrero de 1934, por el Gobernador en turno Victórico R. Grajales.

### Personajes Ilustres

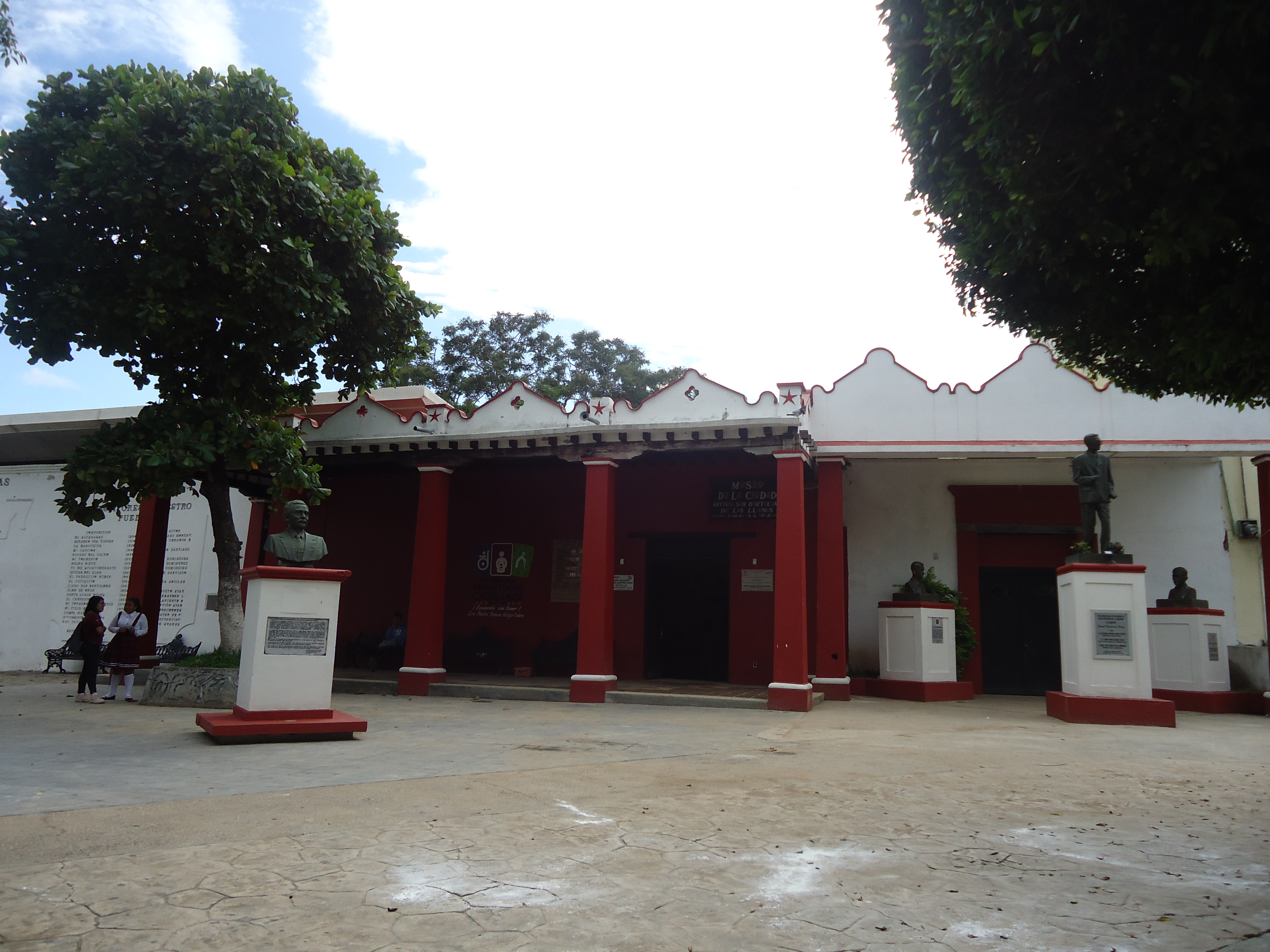
Nueva casa de la cultura en Venustiano Carranza Chiapas, la antigua casa de la cultura fue destruida por organizaciones agrícolas.

- Corazón de Jesús Borraz Moreno. Inventor de la Marimba de Doble Tecladura o Marimba cuache.
- Mariano Chato Moreno. Compositor del zapateado El Alcarabán.
- Rómulo Rodríguez Fuentes. Médico empírico y poeta. Entre sus obras: A Una Golondrina.
- Ángel Francisco Santiago Borraz. Inventor de la Marimba Requinta. Compositor de: Mi canción, Tu sonrisa y Corrido de Carranza.
- Teresa Aguilar de Moreno. Compositora de: Mi Lindo San Bartolomé, El Padrecito Rubén, etc.
- Augusto Ayar Gordillo. Compositor de: Flor De Oros y El Parranderito.
- Manuel del Carmen Vleeschower Borraz. Solista en la Marimba. Premio Chiapas en el Arte. Uno de los máximos intérpretes de la marimba chiapaneca.
- Paulino Álvarez Velásquez. Compositor de: El Sapo, La Jabalina y La Bataneca.
- Otilio Avendaño Constantino. Maestro, periodista, escritor y abogado. Obras: Las Hijas del Quinto Sol, ¿Para qué recordar?, etc.
- Jorge Aquiles Rodríguez Ordoñez. Médico especialista en Medicina Interna y poeta. Su obra: Un verano en Mexicali.
- Ángel Jesús Burguete Constantino. Escritor de la obra: Cuentos cortos para inviernos largos.
- Uberto Santos Gordillo. Poeta destacado. Algunas de sus obras: Para Llorar a Solas, Cantar del Fuego, Clamor de Luz, etc.
- César Luis Alcázar Ordóñez . Pintor, Director de la casa de la cultura municipal.
- Oscar Alcázar Ordóñez. Pintor. Profesor de Ciencias, en educación secundaria.
- Adolfo Alcázar Vleeschower. Escritor. Algunas de sus obras: San Bartolomé de Los Llanos; Sinfonía de la Marimba, etc.
- Mariano Velázquez Vázquez. Músico. Destacado profesor de música en educación secundaria.
- Manuel de Jesús Velázquez Vázquez. Marimbista.
- Heberto Morales Constantino. Escritor. Algunas de sus obras: Canción sin Letra. Sinfonía de Secretos, etc.
- Juan María Morales Avendaño. Cronista.
- Martha Azucena Morales Constantino. Cronista.
- Isaías Montes de Oca Rodríguez. Pintor.
- Plutarco Eduardo Santiago Cadenas. Escritor.
- Fredi Guadalupe López. Escritor.
- Carmen Vázquez Hernández. Artesana.
- Rutilio Escandón Cadenas. Gobernador del Estado de Chiapas (Sexenio 2018-2024).
- Jorge Coello Avendaño. Cronista.
- Fidel Ozuna. Escritor
- Jorge Obed de la Torre Lara.  Joven político y sobresaliente en lo académico. Ganador del  premio estatal de la Juventud del estado de Chiapas 2024. Fue Diputado en el XVL Parlamento Juvenil 2024. Desarrollador de dos aplicaciones, Human_Anatomy y Bodycard. Promovedor de proyectos de ciencia y tecnología e innovación. Promovedor de proyectos culturales en preservar los pueblos originarios.
- María Roxana Álvarez Gamboa. Artista (Pintura). Dentro de sus obras se encuentran: Esperanza, Sabor a Chiapas, Carrerante de Venustiano Carranza y Amatenango, por mencionar algunas. Ganadora del premio PECDA 2021 en la categoría de "Nuevos Talentos" por su proyecto "Pintando Juntos".

### Monumentos Históricos

#### El Arco
Se tiene evidencia histórica sobre su existencia en 1792, cuando el ayuntamiento aprueba su reconstrucción, posiblemente algún sismo lo deterioro; Sin embargo, algunos historiadores proponen que su origen a finales del siglo XVI y que se fue modificando hasta el siglo XVII.
Es el único acueducto colonial que sobrevive en el sureste de México, transportaba el agua de un manantial a la ciudad. El acueducto estaba compuesto por arcos de medio punto construidos con tabiques y mampostería de piedra, la mayor parte está basado en canales de hechos de barro cocido, la trayectoria del antiguo sistema hidráulico, el cual lamentablemente se encuentra, en la mayor parte de su extensión, enterrado por la creciente mancha urbana. De hecho, con excepción del tramo de los Arcos del centro, los canales prácticamente han sido destruidos, termina en una columna de agua de fuste geométrico, rematando a manera de bóveda, este tramo popularmente es conocido como El Arco, la cual es la única parte que queda en pie. 

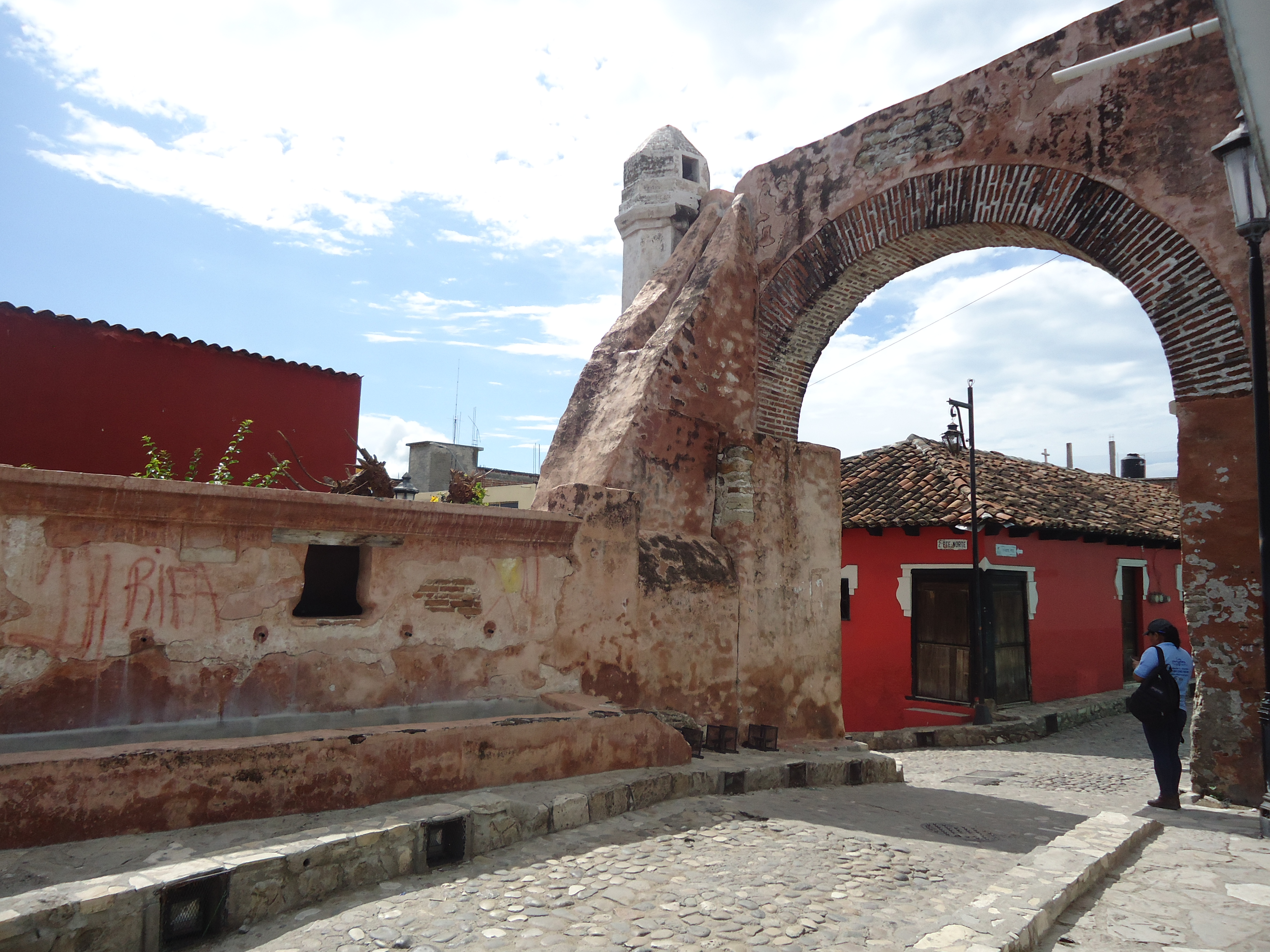
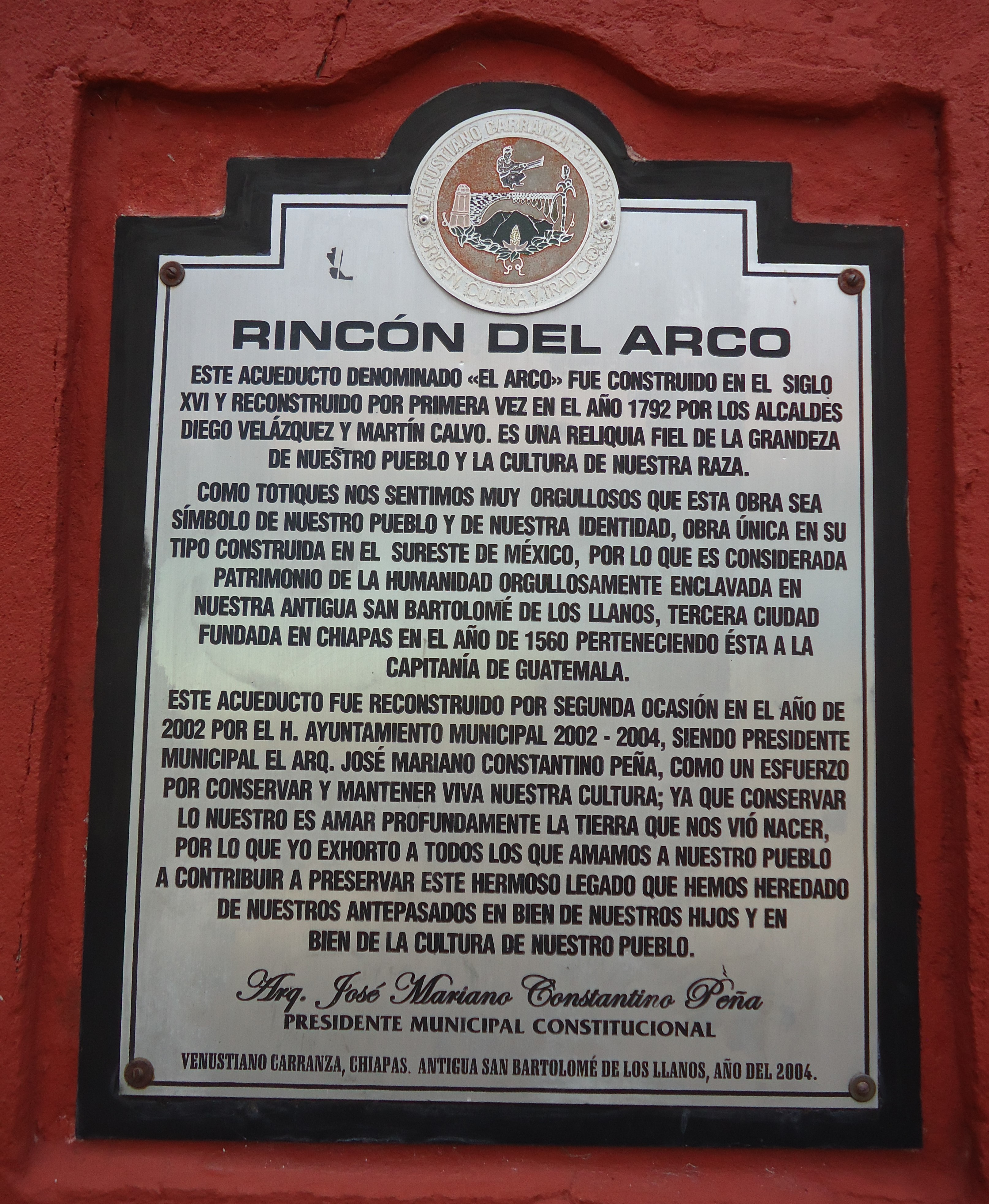
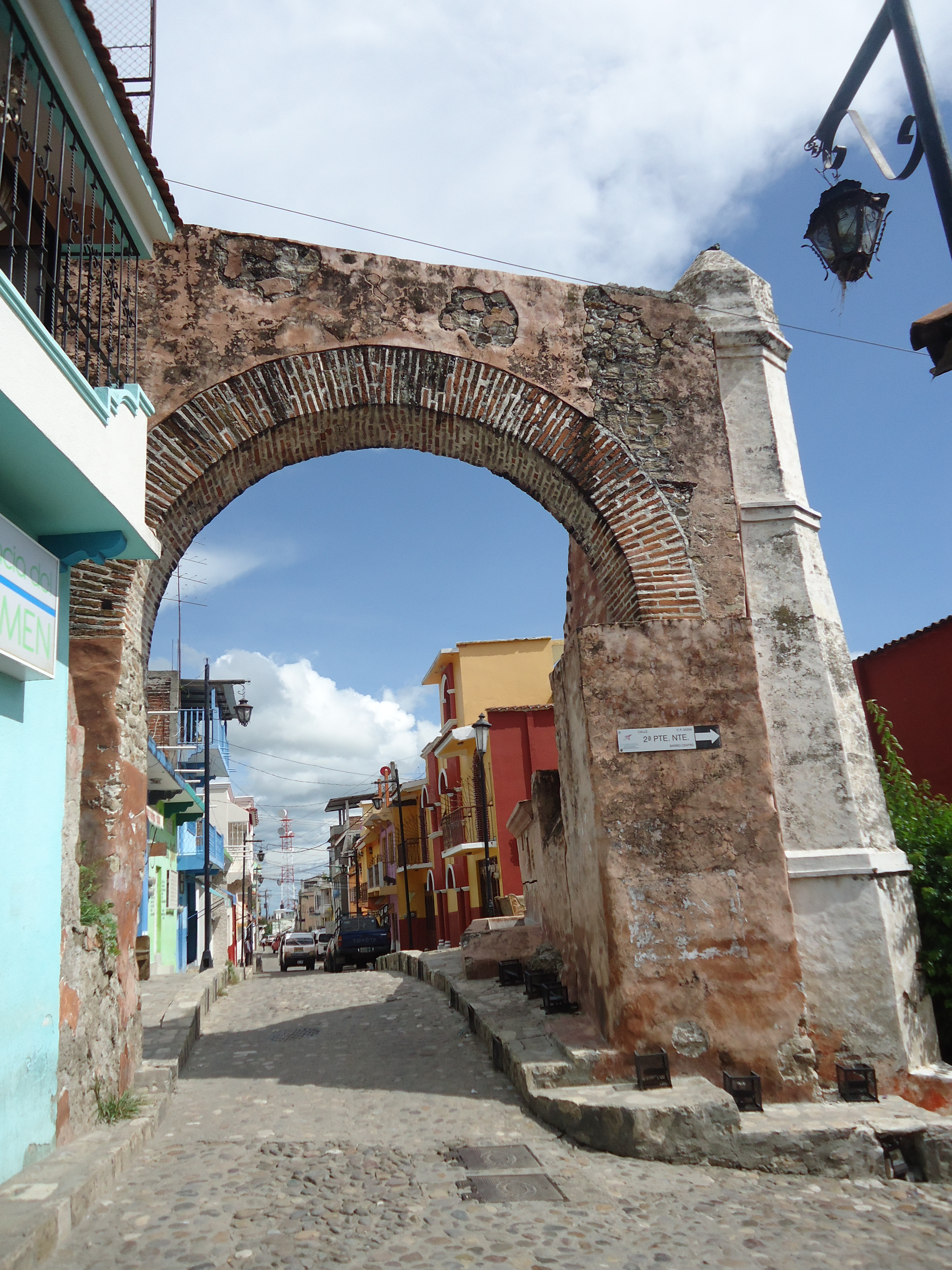
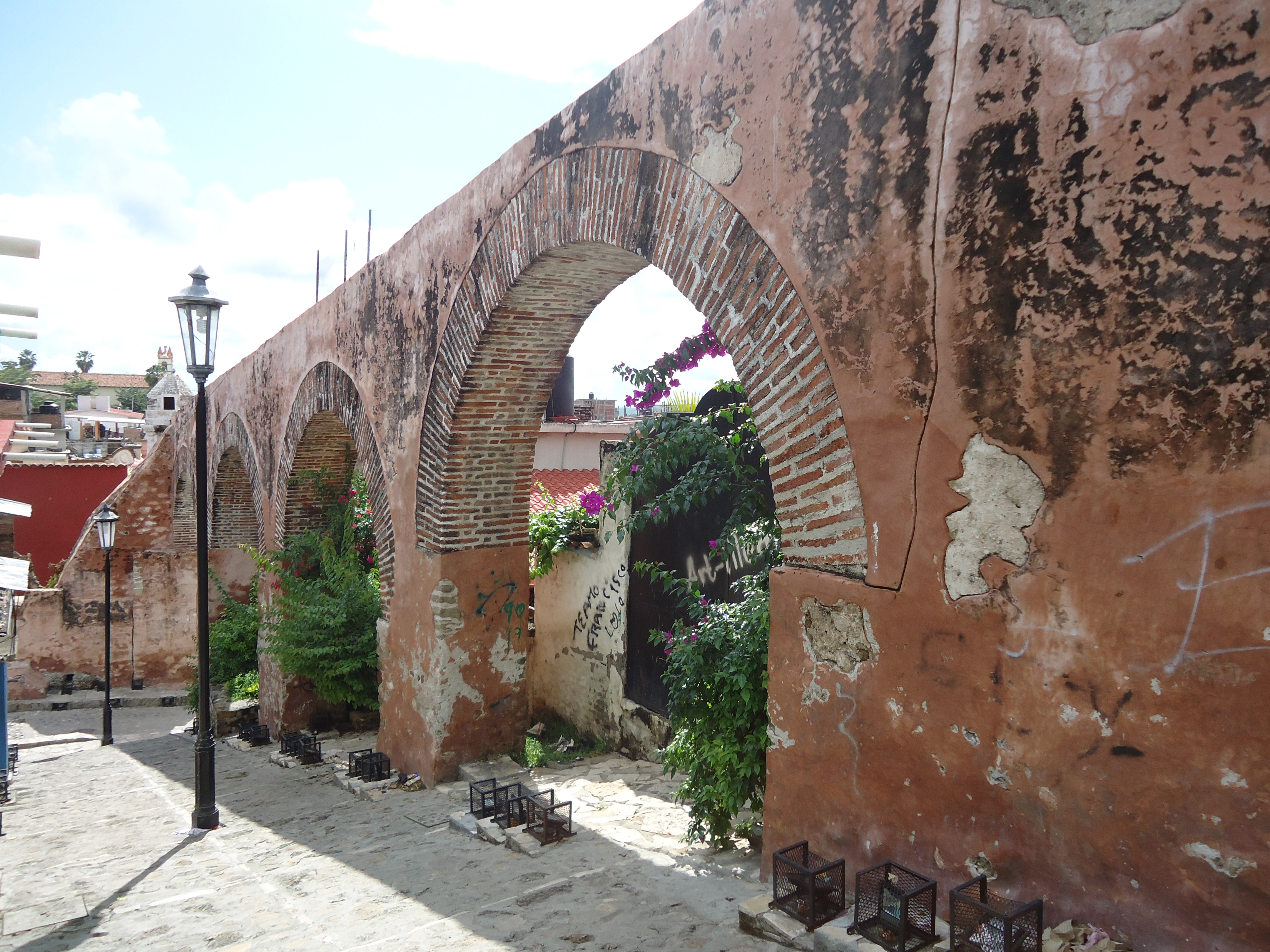
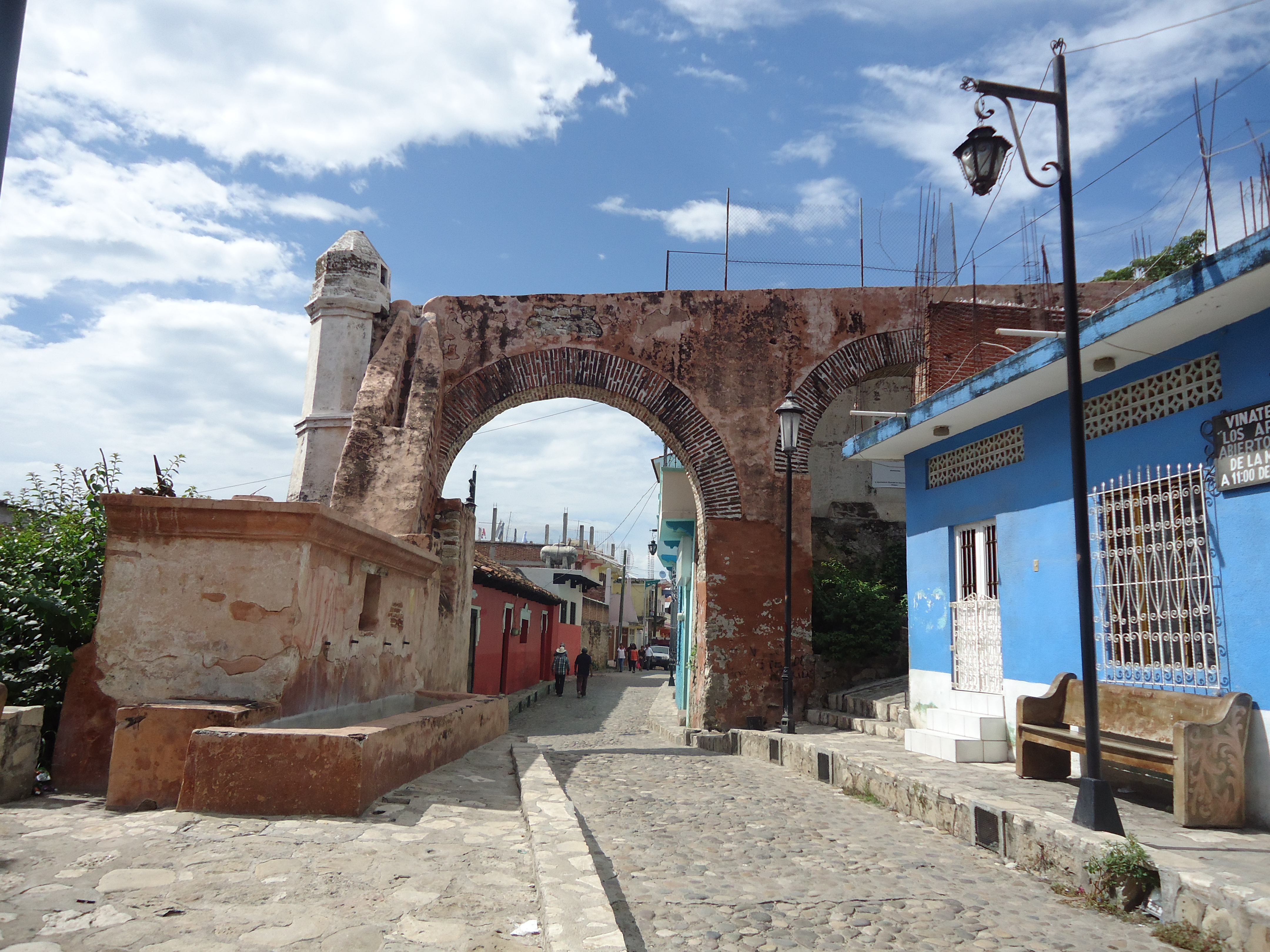

#### Otros
- Copanahuastla (ruinas y templo de san Miguel de arcángel del siglo XVI).
- Catedral de San Bartolomé.
- Ruinas del Templo de San Sebastián.
- Templos de San Pedro y Señor del Pozo.
- Templo de la Virgen del Carmen.

### Cronología de Hechos Históricos
- 1557	Los frailes construyeron su convento para evangelizar la zona, también fundan San Bartolomé de los Llanos, hoy Carranza.
- 1591	Aparece como parroquia dependiente de estos.
- 1617	Por primera vez el cambio de ubicación.
- 1625	El ilustre investigador irlandés Tomás Gage los visita.
- 1629	Fray Juan Jimeno autoriza el traslado de sus habitantes a Socoltenango.
- 1768	Primera división territorial interna de la provincia de Chiapas, quedando dentro de la alcaldía mayor de Tuxtla.
- 1771	Pierde 719 casas por un voraz incendio que se presenta.
- 1821	Se formó el municipio de San Bartolomé de los Llanos.
- 1833	El 7 de junio se convirtió en villa.
- 1824	El 14 de septiembre se federa a México. Se dan varios eventos importantes.
- 1883	Joaquín Miguel Gutiérrez da el decreto que la eleva a la categoría de villa.
- 1852	El 27 de marzo el gobernador Fernando Nicolás Maldonado la eleva al rango de ciudad.
- 1876	Se crea el departamento de la libertad, con cabecera en San Bartolomé de los Llanos.
- 1902	Destrucción de la mayoría de los templos y casas por la erupción del volcán Santa en Guatemala.
- 1902	El 24 de octubre por consecuencia de las cenizas se obscurece todo el municipio.
- 1915	Desaparecen las jefaturas políticas y se crean 59 municipios libres, quedando dentro de esta primera remunicipalización.
- 1916	Parte de la ciudad y comunidades son abandonadas por declarase zona rebelde del Carrancismo.
- 1968	Se inicia la construcción de la presa hidroeléctrica Belisario Domínguez.
- 1972	Siendo gobernador el Dr. Manuel Velasco Suárez se le ratificó la categoría de ciudad a su cabecera municipal.
- 1983	Para efectos del sistema de planeación, se ubica en la Región I Centro.
- 1984	Se construye el hospital del IMSS.

### Gastronomía
Se destaca la comida de fiesta, en la que se encuentran tacos de leche, carnes frías, lomo relleno y chiles rellenos. Asimismo, durante las festividades de los carrerantes se prepara la famosa "Comida de Carrerante". También se destacan las memelas o pilizat con chilmol y chicharrón, tamal de toro pinto o de "frijolito entero", patzito (tamal de elote dulce), etc.
Dulces típicos: Caballitos o dulces de turulete, empanizado, buñuelos de yema, turrones, melcocha, polvorones y panela.
Bebidas típicas: Pozol blanco y de cacao. Dentro de las bebidas alcohólicas se encuentran: posh, tepache, taberna y alcohol de caña.